# 昆布森村
昆布森村（日语：／ Konbumori mura */?）為過去位於日本北海道釧路支廳中部臨海的行政區劃，已於1955年1月1日與釧路村合併為新設的釧路村（現在的釧路町）。過去的轄區為現今釧路町的昆布森地區。主要產業為漁業，特產為昆布。
地名來自阿伊努語的（海帶灣）。

## 歷史
- 1880年：昆布森村成立。
- 1919年4月1日：與跡永賀村、仙鳳趾村合併為新設的昆布森村，並成為二級村。[2]
- 1955年1月1日：與釧路村合併成為新設的釧路村。